# Horcajo de la Sierra-Aoslos
Horcajo de la Sierra-Aoslos er en kommune i det centrale Spanien i Madrid-regionen. Den har et indbyggertal på 233 (2024) indbyggere.